# Вајмихл
Вајмихл (њем. Weihmichl) општина је у њемачкој савезној држави Баварска. Једно је од 35 општинских средишта округа Ландсхут. Према процјени из 2010. у општини је живјело 2.463 становника. Посједује регионалну шифру (AGS) 9274187.

## Географски и демографски подаци
Вајмихл се налази у савезној држави Баварска у округу Ландсхут. Општина се налази на надморској висини од 440 метара. Површина општине износи 32,2 km². У самом мјесту је, према процјени из 2010. године, живјело 2.463 становника. Просјечна густина становништва износи 77 становника/km².